# Philipp van Limborch

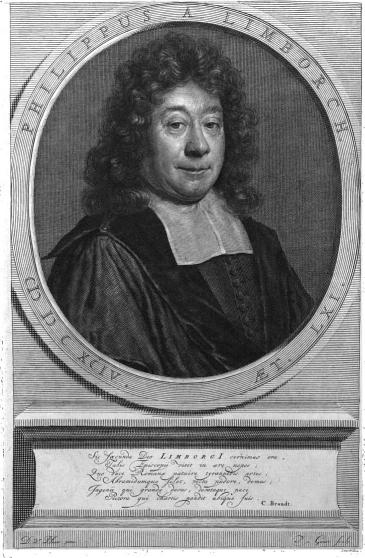
Philipp van Limborch

Philipp Van Limborch (Amsterdam, 19 juni 1633 - 30 april 1712) was een Nederlandse protestants predikant en theoloog van de remonstrantse richting.

## Levensloop
Hij werd geboren als zoon van de jurist Frans van Limborch en Rem Bisschop was zijn grootvader. Hij ging naar school in Utrecht, Leiden en Amsterdam. In 1652 ging hij theologie studeren aan de Universiteit van Utrecht. Hij kreeg in 1657 een aanstelling als remonstrants predikant in Gouda. Nadat hij in 1667 naar Amsterdam was overgeplaatst, kreeg hij een jaar later een professoraat aan het Remonstrants Seminarie. Van Limborch was bevriend met de Engelse filosoof John Locke.

## Werken
Zijn belangrijkste werk, de Institutiones theologiae christianae, ad praxin pietatis et promotionem pacis, christianae unice directae (Amsterdam 1686) bevat een uitgebreide uiteenzetting van het theologisch systeem van Simon Episcopius en Stephanus Curcellaeus. De vierde editie uit 1715 van dit werk bevat een postume Relatio historica de origine et progressu controversiarum in foederato Belgio de praedestinatione. Limborch schreef verder:
- De veritate religionis Christianae amica coltatio cum erudito Judaeo (Gouda 1687)
- Historia Inquisitionis (1692), met daarbij een uitgave van de Liber Sententiarum Inquisitionis Tolosanae (1307-1323)
- Commentarius in Ada Apostotorum et in Epistolas ad Romanos et ad Hebraeos (Rotterdam 1711)

Verder gaf hij verschillende werken van zijn voorgangers uit en een brievencollectie, de Epistolae ecclesiasticae praestantum ad eruditorum virorum (Amsterdam, 1684), met voornamelijk brieven van Jacobus Arminius, Johannes Wtenbogaert, Konrad Vorstius (1569-1622), Gerardus Vossius (1577-1649), Hugo de Groot, zijn oudoom Simon Episcopius and Caspar Barlaeus. Deze brieven zijn van grote waarde voor de geschiedenis van de remonstranten.
Een Engelse vertaling van de  Theologia werd in 1702 verzorgd door William Jones onder de titel A Complete System or Body of Divinity, both Speculative and Practical, founded on Scripture and Reason (Londen 1702). Een vertaling van de Historia Inquisitionis door Samuel Chandler met een lange inleiding over het ontstaan en de ontwikkeling van vervolging en de ware en voorgewende oorzaken ervan, verscheen in 1731.
Limborchs uitgave van de  Liber Sententiarum Inquisitionis Tolosanae wordt nog steeds beschouwd als een historische prestatie van formaat vanwege de grote zorgvuldigheid van zijn transcriptie van een handschrift van de hand van de Dominicaanse inquisiteur Bernard Gui. Lang werd dit handschrift verloren gewaand, maar uiteindelijk is het teruggevonden in Londen (British Library, hs. Add. 4697). Een nieuwe uitgave van het handschrift (Le Livre des sentences de l'inquisiteur Bernard Gui (1308-1323)) is verzorgd door Annette Palès-Gobillard (2 delen, Parijs 2003).
- Biblioteca Nacional de España: XX1468516
- Bibliothèque nationale de France: cb12093813k (data)
- Biografisch Portaal: 07836629
- Digitale Bibliotheek voor de Nederlandse Letteren: limb013
- Gemeinsame Normdatei: 100190928
- International Standard Name Identifier: 0000 0001 2100 5378
- Library of Congress Control Number: n87901990
- Nationale Bibliotheek van Israël: 987007264503705171
- Nederlandse Thesaurus van Auteursnamen: 069256101
- Système universitaire de documentation: 02927706X
- Virtual International Authority File: 34484758
- WorldCat: E39PBJfCrJdpQ4T788xCj9fDv3